# Russell Cross
Russell Cross Jr. (Chicago, Illinois, 5 de septiembre de 1961) es un exjugador de baloncesto estadounidense que disputó una temporada de la NBA y jugó posteriormente en Italia y en España. Con 2,08 metros de estatura, jugaba en la posición de ala-pívot.

## Trayectoria deportiva

### Universidad
Tras haber sido uno de los jugadores de instituto del país, llegando a jugar en el McDonald's All-American Team en 1980, jugó durante tres temporadas con los Boilermakers de la Universidad Purdue, en las que promedió 16,4 puntos y 6,7 rebotes por partido.

### Profesional
Fue elegido en la sexta posición del Draft de la NBA de 1983 por Golden State Warriors, donde jugaría su única temporada en la liga norteamericana, sin contar apenas para su entrenador. En los 45 partidos que disputó promedió 3,7 puntos y 1,8 rebotes por partido. Fue despedido poco antes del comienzo de la temporada 1984-85, firmando como agente libre por Denver Nuggets, equipo con el que ni siquiera llegó a debutar.
Tras no encontrar equipo en la máxima competición, fue a jugar a la CBA, donde permaneció dos temporadas en el equipo de los La Crosse Catbirds. En 1987 recibe una oferta para jugar en el Alfasprint Napoli de la Liga Italiana, donde permanece una temporada promediando 14,2 puntos y 9,2 rebotes. En 1989 llegó a la Liga ACB, jugando tan solo 2 partidos de play-offs con el Cacaolat Granollers, yendo a parar al año siguiente al DYC Breogán, donde únicamente disputó un encuentro.

## Estadísticas de su carrera en la NBA

### Temporada regular
| Temporada | Edad | Equipo                | Liga | P  | TIT | MIN | TC  | TCA | %TC  | 3P  | 3PA | %3P | TL  | TLA | %TL  | R.OF. | R.DEF. | REB | ASIS | ROB | TAP | PER | FP  | PTS |
| 1983-84   | 22   | Golden State Warriors | NBA  | 45 | 0   | 7.9 | 1.4 | 2.5 | .571 | 0.0 | 0.0 |     | 0.8 | 2.0 | .418 | 0.8   | 1.0    | 1.8 | 0.5  | 0.3 | 0.2 | 0.4 | 1.3 | 3.7 |
| Total     |      |                       | NBA  | 45 | 0   | 7.9 | 1.4 | 2.5 | .571 | 0.0 | 0.0 |     | 0.8 | 2.0 | .418 | 0.8   | 1.0    | 1.8 | 0.5  | 0.3 | 0.2 | 0.4 | 1.3 | 3.7 |